# Решетняк, Александра Иосифовна
Александра Иосифовна Решетняк (род. 1922) — советский передовик производства в пищевой промышленности. Герой Социалистического Труда (1948).

## Биография
Родилась в 1922 году в  Сумской области в крестьянской семье.
Работала колхозницей и звеньевой Первомайского свекольного совхоза в Сумской области Украинской ССР.
В 1947 году звено под руководством Александры Иосифовны Решетняк получило урожай сахарной свеклы — 623 центнера с гектара на площади — 2 гектара.
30 апреля 1949 года Указом Президиума Верховного Совета СССР «за получение высоких урожаев сахарной свеклы при выполнении совхозом плана сдачи государству сельскохозяйственных продуктов в 1947 году и обеспеченности семенами зерновых культур для весеннего сева 1948 года» Александра Иосифовна Решетняк была удостоена звания Героя Социалистического Труда с вручением Ордена Ленина и золотой медали «Серп и Молот».
12 сентября 1949 года Указом Президиума Верховного Совета СССР «за получение высоких урожаев сахарной свеклы по итогам 1948 года» Лидия Романовна Апостолова была награждена Орденом Трудового Красного Знамени и золотой медали «Серп и Молот».
В последующие годы А. И. Решетняк жила и работала в Сумской области.

## Награды
- Медаль «Серп и Молот» (30.04.1948)
- Орден Ленина (30.04.1948)
- Орден Трудового Красного Знамени (12.09.1949)